# Centropogon subandinus
Centropogon subandinus är en klockväxtart som beskrevs av Alexander Zahlbruckner. Centropogon subandinus ingår i släktet Centropogon och familjen klockväxter. Inga underarter finns listade i Catalogue of Life.